# Розетски камък
Розетският камък е епиграфски паметник, намерен през 1799 г. при разкопките на древната крепост Ал-Рашид на около 7 километра от малкия град Розета край Нил. 
Върху него са изписани три версии на указ, издаден в Мемфис през 196 г. пр.н.е. по време на управлението на Птолемеите от името на Птолемей V. Горният и средният текст са написани на древноегипетски език, използвайки съответно йероглифи и демотическа писменост, докато долният текст е на старогръцки език. Тъй като указът съдържа минимални разлики между трите версии, Розетският камък се оказва ключът за разшифроването на египетски йероглифи.
Счита се, че камъкът, издълбан по време на елинистическата епоха, първоначално е бил изложен в храм, вероятно в близкия град Саис. Най-вероятно е бил преместен по време на ранното християнство или Средновековието, докато накрая е използван като строителен материал при строежа на Форт Жулиен близо до Розета в делтата на Нил. През юли 1799 г. е открит от френски войник на име Пиер-Франсоа Бушар по време на Наполеоновата Египетска кампания. Това е първият древноегипетски двуезичен текст, открит в съвремието, и възбужда широк обществен интерес с потенциала си за разшифроване на този дотогава непреведен йероглифен език. Литографски копия започват да обикалят из европейските музеи и изследователи. Междувременно британците побеждават французите в Египет през 1801 г. и камъкът попада в британски ръце, след като Александрия капитулира, и е транспортиран до Лондон. Изложен е на показ в Британския музей почти непрестанно след 1802 г. и е най-посещаваният обект там.
Проучването на указа вече тече, когато първият цялостен превод на гръцкия текст се появява през 1803 г. Обаче това е 20 години преди транслитерацията на египетската писменост да е обявена от Жан-Франсоа Шамполион в Париж през 1822 г. Все пак на учените им е нужно още повече време, преди да успеят да четат надписи и литература на древноегипетски уверено. Големият напредък в разшифроването се дължи на фактите, че камъкът предлага три версии на един и същ текст, че демотическото писмо използва фонетични знаци за правопис на чуждите имена, че йероглифният текст работи по същия начин и има проникновени сходства с демотическото писмо, и че освен че се ползват за чужди имена, фонетическите знаци се използват и за правопис на местни египетски думи.
След откриването на камъка той става фокус на национални съперничества, включително прехвърлянето му от френски в британски ръце по време на Наполеоновите войни, дълъг спор за относителната стойност на приносите на Томас Йънг и Шамполион при разшифроването, и в днешно време настояване за връщане на камъка в Египет.
Две други частични копия на същия указ са открити по-късно и са познати още няколко подобни египетски двуезични или триезични надписа. Следователно Розетският камък вече не е уникален, но за времето си се оказва ключ от съществено значение за разбирането на древноегипетската литература и култура.

## История
Египетската кампания на Наполеон от 1798 г. е не само военно, но и научно начинание: той организира екип от 167 учени, инженери, печатари, геометри, астрономи, художници, журналисти и др. със задача да претърсят и да изследват страната и да публикуват подробен доклад за находките. В резултат се появява монументалният труд „Описание на Египет“ (на френски: Description de l’Egypt) в 18 тома с илюстрации. Този труд дава ценен материал за развитие на египтологията и предизвиква истинска египтомания през ХІХ век в Европа.
Камъкът е намерен през 1799 г. от френския капитан Пиер-Франсоа Бушар близо до гр. Розета на западния ръкав на делтата на река Нил. Още на място френски офицер разчита гръцкия надпис, но другите два никой не може да прочете. Все пак се предполага, че съдържа не три различни текста, а един, изписан на различни езици. Така находката може да помогне за разчитане на египетските йероглифи. Надписът е изпратен в Кайро, където година преди това по заповед на Наполеон е открит Институт за Египет (Institut de l'Egypte). През 1801 г. французите претърпяват военно поражение в Египет от англичаните и са принудени да им предадат Розетския камък заедно с други ценни паметници. Пренесен е в Лондон, където е изложен в Британския музей през 1802 г. Той е сред най-посещаваните обекти в музея.

## Описание
Представлява плосък черен къс гранодиорит (скала със състав между гранит и диорит). Размерите му са 114×73×30 cm. Тежи около 750 kg. На него са издялани три еднакви по смисъл текста: два на древноегипетски език – с древноегипетски йероглифи и с демотическо писмо, и един на старогръцки език. Старогръцкият език е бил добре изучен от лингвистите и съпоставянето на трите текста довежда до разшифроване на египетските йероглифи. Розетският камък се пази от 1802 г. в Британския музей и днес може да се види там.
Текстът на камъка представлява благодарствен надпис, отправен през 196 пр.н.е. от египетски жреци към Птолемей V Епифан, монарх от династията на Птолемеите. В този период много подобни документи се разпространявали на два или на три езика, което се оказва твърде полезно за лингвистите.

## Разчитане
С разшифроването на текстовете върху камъка успоредно се занимават французинът Силвестър дьо Саси, шведският дипломат Д. Окерблад, английският учен Томас Йънг и французинът Жан-Франсоа Шамполион. През 1822 г. Шамполион постига успех, като използва метод, който става ключов за разбирането на египетските текстове.